# Thomasville (North Carolina)
Thomasville is een plaats (city) in de Amerikaanse staat North Carolina, en valt bestuurlijk gezien onder Davidson County en Randolph County.

## Demografie
Bij de volkstelling in 2000 werd het aantal inwoners vastgesteld op 19.788.
In 2006 is het aantal inwoners door het United States Census Bureau geschat op 26.200, een stijging van 6412 (32,4%).

## Geografie
Volgens het United States Census Bureau beslaat de plaats een oppervlakte van
28,9 km², geheel bestaande uit land.

## Plaatsen in de nabije omgeving
De onderstaande figuur toont nabijgelegen plaatsen in een straal van 20 km rond Thomasville.